# Stazione di Breno
La stazione di Breno è una stazione ferroviaria della ferrovia Brescia-Iseo-Edolo a servizio dell'omonimo comune.

## Storia
I lavori di costruzione del tronco Pisogne-Breno furono completati a novembre 1907. Il 5 dicembre dello stesso anno il primo treno di prova arrivò allo scalo brenese, mentre la visita di collaudo si tenne il 16 dello stesso mese. Il 30 dicembre ci fu l'apertura al pubblico del servizio ferroviario.
Per le prime settimane, la stazione fu capolinea di una breve relazione proveniente dalla stazione di Pisogne che il 1º febbraio 1908 fu unificata con quella proveniente dallo scalo di Brescia.
Breno rimase capolinea della ferrovia camuna fino al 4 luglio 1909, quando fu aperto al servizio pubblico il tronco fino a Edolo.

## Strutture e impianti
Il fabbricato viaggiatori è stato costruito secondo lo stile delle stazioni secondarie di prima classe  della Società Nazionale Ferrovie e Tramvie (SNFT) presente anche presso gli scali di Iseo, di Pisogne e di Edolo.
Il piazzale è composto da tre binari in asse al fabbricato viaggiatori di cui il primo è quello di corsa della linea ferroviaria e gli altri due sono di raddoppio, lunghi rispettivamente 120 m e 113 m. Sono presenti altrettante banchine per l'accesso ai treni da parte dei viaggiatori: quella a servizio del primo binario è lunga 97 m, quella del secondo 91 m e quella del terzo 60 m. Solo la prima banchina è dotata di pensilina.
Dal terzo binario si dirama un raccordo a servizio della dismessa rimessa locomotive, mentre in direzione di Capo di Monte è presente un binario di scalo, lungo 89 m.

## Movimento
La stazione è capolinea di alcuni treni regionali (R) provenienti da Brescia, ma quasi tutte le altre corse di tipo regionale proseguono per Edolo. È servita anche dai treni RegioExpress (RE) Brescia-Edolo. Tutti i servizi sono espletati da Trenord nell'ambito del contratto stipulato con la Regione Lombardia.

## Servizi
- Biglietteria automatica
- Sala d'attesa
- Servizi igienici
- Bar

## Interscambi
- Fermata autobus